# 泰班 (新墨西哥州)
泰班（英語：Taiban）是位於美國新墨西哥州迪巴卡縣的非建制地區。

## 歷史
泰班的郵局自1906年營運至今。

## 地理
泰班所處的海拔為高於海平面1259米（即4131英呎），而該地所採用的時區為UTC-7，即北美山地时区（MST）。同時該地設有夏令時間，為UTC-7調快一小時，即UTC-6（MDT）。